# Geldkondemnation
Die Geldkondemnation (lat. condemnatio pecuniaria; „Verurteilung auf Geld“) ist im klassischen römischen Recht die (notwendige) Verurteilung des Schuldners auf den Schätzwert einer streitigen bestimmten Sache (quanti ea res erit; „auf das, was die Sache wert ist“). Nach der Schätzung wurde die Höhe der Leistung in Geld festgelegt (iudicatum solvere vel facere) und der Verurteilung zugrunde gelegt. Der Grundsatz entstammt nicht dem archaischen römischen Recht, er wurde erst in der Zeit des Übergangs von der Republik zur Kaiserzeit entwickelt. Omnis condemnatio pecunaria est („jede Verurteilung besteht in Geld“) beherrschte seither den römischen Zivilprozess.
Die Wurzeln der Klage liegen im Formularprozess, einem Gerichtsverfahrenstyp. Der Prozesstyp wurde im Verlauf der Währungskrise des 3. Jahrhunderts durch das Kognitionsverfahren bereits wieder abgelöst. Die Geldkondemnation gestattete einem Dritten, den Beklagten auszulösen.